# Brandon Call
Brandon Spencer Lee Call (ur. 17 listopada 1976 w Torrance) – amerykański aktor dziecięcy.

## Życiorys
Zadebiutował w wieku 7 lat gościnnym występem w serialu Simon & Simon. Po nim przyszły kolejne mniejsze role w filmach telewizyjnych i serialach. Pierwszą zauważoną rolą były jednak występy w operze mydlanej Santa Barbara w latach 1985–1987.
Popularny stał się jednak dopiero w 1989 za sprawą postaci Hobiego Buchannona w pierwszym sezonie serialu Słoneczny patrol, a pozycję jego umocnił sitcom Krok za krokiem. Po zakończeniu jego realizacji, w 1998, Call ostatecznie wycofał się z show-businessu.

## Wybrana filmografia
- 1984: Simon & Simon (serial telewizyjny, występ gościnny) – Addie Becker
- 1984: Hotel (serial telewizyjny, występ gościnny) – Timmie
- 1985–1987: Santa Barbara (serial telewizyjny) – Brandon Capwell
- 1985–1988: Magnum (serial telewizyjny, występy gościnne, 3 odcinki) – Billy
- 1986–1987: St. Elsewhere (serial telewizyjny, występy gościnne, 2 odcinki) – Christopher McFadden
- 1987: Webster (serial telewizyjny, występ gościnny) – Ricky
- 1989–1990: Słoneczny patrol – Hobie Buchannon
- 1990: The Adventures of Ford Fairlane – dziecko
- 1991: For the Boys – Danny Leonard, w wieku 12 lat
- 1991–1998: Krok za krokiem (serial telewizyjny) – J.T. Lambert
- 1994: Thunder in Paradise (serial telewizyjny, występy gościnne, 2 odcinki) – Zach